# Ferdinando Riva
Ferdinando Riva (* 3. Juli 1930 in Coldrerio, Tessin; † 15. August 2014 in Chiasso) war ein Schweizer Fussballspieler. Er nahm mit der Nationalmannschaft seines Landes an der Fussballweltmeisterschaft 1954 teil.

## Karriere

### Verein
Rivas erste Station im Seniorenbereich war der FC Mendrisio, für den er von 1947 bis 1950 spielte. Anschliessend war er bis zum Ende seiner Spielerkarriere 1970 für den FC Chiasso aktiv. Mit diesem Klub wurde er 1951 Schweizer Vizemeister.

### Nationalmannschaft
Am 25. November 1951 debütierte Riva im Europapokalspiel gegen Italien, in dem er sein erstes von acht Länderspieltoren erzielte, in der Schweizer Nationalmannschaft. Anlässlich der Fussballweltmeisterschaft 1954 im eigenen Land berief ihn Nationaltrainer Karl Rappan in das Schweizer Aufgebot. Während des Turniers wurde er jedoch nicht eingesetzt.
Sein letztes von insgesamt 22 Länderspielen bestritt Riva am 6. Januar 1960 ebenfalls gegen die italienische Nationalmannschaft.